# ریویا نیشیو
ریویا نیشیو (انگلیسی: Ryuya Nishio؛ زادهٔ ۱۶ مهٔ ۲۰۰۱) بازیکن فوتبال اهل ژاپن است.
از باشگاه‌هایی که در آن بازی کرده‌است می‌توان به باشگاه فوتبال سرزو اوساکا اشاره کرد.